# Aqbaqay
Aqbaqay är en ort i Kazakstan.   Den ligger i oblystet Zjambyl, i den centrala delen av landet, 700 km söder om huvudstaden Astana. Aqbaqay ligger 474 meter över havet och antalet invånare är 1 804.
Terrängen runt Aqbaqay är lite kuperad.  Trakten runt Aqbaqay är nära nog obefolkad, med mindre än två invånare per kvadratkilometer. Trakten runt Aqbaqay består i huvudsak av gräsmarker.